# Pochwałki
Pochwałki (deutsch Friedrichsfelde, 1938 bis 1945 Sandenfelde) ist ein Ort in der polnischen Woiwodschaft Ermland-Masuren, der zur Landgemeinde Budry (Buddern) im Powiat Węgorzewski (Kreis Angerburg) gehört.

## Geographische Lage
Pochwałki liegt im Nordosten der Woiwodschaft Ermland-Masuren. Die einstige und heute auf russischem Staatsgebiet gelegene Kreisstadt Darkehmen (1939 bis 1946 Angerapp, russisch Osjorsk) liegt 18 Kilometer nordöstlich, die heutige Kreismetropole Węgorzewo (Angerburg) ist zwölf Kilometer in südwestlicher Richtung entfernt.

## Geschichte
Das ehemalige Friedrichsfelde bestand ursprünglich aus einem Vorwerk und einer Försterei. 41 Einwohner lebten im Jahr 1818 in dem Adligen Vorwerk, das einen Wohnplatz im Gutsbezirk bzw. der späteren Landgemeinde Launingken (1938 bis 1945 Sanden, polnisch Ołownik) im Kreis Darkehmen im Regierungsbezirk Gumbinnen der preußischen Provinz Ostpreußen bildete. Launingken war zugleich das Amtsdorf.
Im Jahr 1905 zählte Friedrichsfelde 86 Einwohner in vier Wohnstätten.
Am 3. Juni 1938 erhielt der Ort die Umbenennung in „Sandenfelde“.
In Kriegsfolge kam der Ort 1945 mit dem gesamten südlichen Ostpreußen zu Polen und trägt seither die polnische Namensform „Pochwałki“. Heute ist es in das Schulzenamt (polnisch sołectwo) Ołownik innerhalb der Landgemeinde Budry (Buddern) eingebunden, jetzt dem Powiat Węgorzewski (Kreis Angerburg) und vor 1998 der Woiwodschaft Suwałki, seither der Woiwodschaft Ermland-Masuren zugehörig.

## Religionen
Bis 1945 war Friedrichsfelde in die evangelische Kirche Dombrowken in der Kirchenprovinz Ostpreußen der Kirche der Altpreußischen Union sowie in die katholische Pfarrei Darkehmen im Bistum Ermland eingepfarrt.
Heute gehören die katholischen Einwohner Pochwałkis zur Pfarrei Olszewo Węgorzewskie –  mit einer Filialkirche in Ołownik (Launingken, 1938 bis 1945 Sanden) – im Bistum Ełk (Lyck) der Römisch-katholischen Kirche in Polen, während die evangelischen Kirchenglieder der Kirchengemeinde in Węgorzewo (Angerburg), einer Filialgemeinde der Pfarrei Giżycko (Lötzen) in der Diözese Masuren der Evangelisch-Augsburgischen Kirche in Polen zugeordnet sind.

## Verkehr
Pochwałki liegt im Gebiet der Staatsgrenze zwischen Polen und Russland an einer unwegsamen Nebenstraße, die Ołownik (Launingken, 1938 bis 1945 Sanden) mit Mniszki (Nonnenberg) und Maryszki (Marienwalde) verbindet.
Bis 1945 war Launingken die nächste Bahnstation, sie lag an der seither aufgrund der Grenzziehung nicht mehr betriebenen Bahnstrecke Gumbinnen–Angerburg.